# Nemastomella manicata
Nemastoma manicatum is een hooiwagen uit de familie aardhooiwagens (Nemastomatidae). De originele naamcombinatie (protoniem) was Nemastoma manicatum Simon, 1913. Een volgende naamrecombinatie werd gepubliceerd als Nemastomella manicata (Simon, 1913) in Staręga 1987.